# 隘門新村
隘門新村，是位於台灣澎湖縣湖西鄉的眷村之一，於2007年11月21日登錄為澎湖縣歷史建築，

## 歷史
隘門新村位處湖西鄉中間偏南的隘門村聚落之南側高地，於民國53年（1964年）所興建，是當時應國防部安置澎湖地區有眷官兵的住宿問題，在中華婦女反共聯合會主任宋美齡的募款下，於澎湖地區軍事設施一帶興建的國軍眷村，提供給當時空軍馬公基地配屬地面後勤支援部隊，通航中隊和氣象中心單位的官兵眷屬們居住。
原初，該眷村規劃入住約40戶家庭，然而後在部分眷戶赴台發展等其他緣故，在因應住戶實需下經過更改後，最終共有31戶居住於此地。
隨著1970年代人口漸漸外移，2004年時隘門新村只剩下15戶人口，並在2007年3月全遷移至龍行新城，原本隘門新村的眷村建築群則閒置於原地，並在同年11月，由澎湖縣政府登錄為歷史建築保存，交由湖西鄉公所接管，近年來除增設不少觀光設施供給遊客參訪外，也以進行後續營運計畫的初步規劃。

## 建築設計
隘門新村面積有10,399平方公尺，現存眷舍共約40戶，依地勢構建三排，入口設有廣場，作為居民舉辦活動等用處，建築結構皆以咾咕石、灰瓦、石灰等在地建材所造，室內則是混合砌築和石灰砂粉刷牆面，分為客廳、臥室、廚房餐廳三格局提供住戶使用，整體規劃屬長條型建築格局，居住面積約27平方公尺（8坪），此外部分住戶在入住後多年，因不同需求而各自進行住宿空間等改造工程。

## 外部連結
- 隘門新村 - 澎湖知識服務平台 （页面存档备份，存于）
- 隘門新村 - 榮民文化網 （页面存档备份，存于）